# Mispila signata
Mispila signata är en skalbaggsart som först beskrevs av Maurice Pic 1926.  Mispila signata ingår i släktet Mispila och familjen långhorningar. Inga underarter finns listade i Catalogue of Life.